# Friedrich Nölle (Maler)

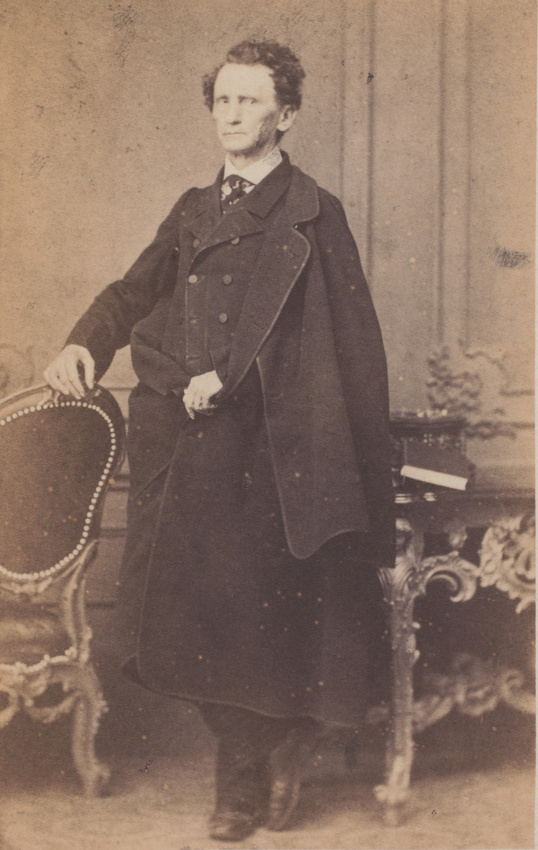
Friedrich Nölle (um 1865)

Friedrich „Fritz“ Nölle (* 1823 in Düsseldorf; † nach 1865) war ein deutscher Historienmaler der Düsseldorfer Schule.

## Leben
Fritz Nölle besuchte in den Schuljahren 1836 bis 1840 die Kunstakademie Düsseldorf. Dort war er 1836 Schüler der Elementarklasse von Josef Wintergerst, 1837 und 1840 der Malklassen von Karl Ferdinand Sohn und 1838 der Architekturklasse von Rudolf Wiegmann. Letzterer überlieferte, dass Nölle 1843 durch das Gemälde Tod der Rosamunda unter Heinrich II. nach dem Drama Rosamunde (1812) von Theodor Körner in Erscheinung trat. 1845 porträtierte er den Lüdenscheider Industriellen Peter Caspar Noelle (1790–1875), im gleichen Jahr Max und Emma Schlösser, den Bürgermeister von Anholt und seine Ehefrau.